# Dabola (prefectuur)
Dabola is een prefectuur in de regio Faranah van Guinee. De hoofdstad is Dabola. De prefectuur heeft een oppervlakte van 5.210 km² en heeft 181.137 inwoners.
De prefectuur ligt in het midden van het land, grenst in het zuiden aan Sierra Leone en in het westen aan het hoogland van Fouta Djalon. De prefectuur heeft een savanne-achtig landschap, die doorsneden wordt door de rivier de Tinkisso. Er wordt voornamelijk rijst, pinda's en gierst verbouwd en er wordt vee gehouden.

## Subprefecturen
De prefectuur is administratief verdeeld in 9 sub-prefecturen:

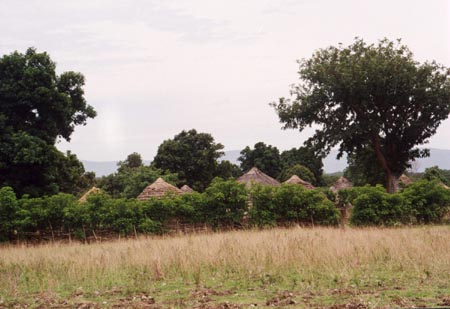
Dorpje in Dabola

1. Dabola-Centre
2. Arfamoussaya
3. Banko
4. Bissikrima
5. Dogomet
6. Kankama
7. Kindoyé
8. Konindou
9. N'Déma